# 408 (číslo)
Čtyři sta osm je přirozené číslo. Následuje po číslu čtyři sta sedm a předchází číslu čtyři sta devět. Římskými číslicemi se zapisuje CDVIII a řeckými číslicemi υη.

## Matematika
408 je:
- Abundantní číslo
- Složené číslo
- Nešťastné číslo

## Astronomie
- (408) Fama je planetka hlavního pásu, kterou objevil v roce 1895 Max Wolf

## Roky
- 408
- 408 př. n. l.